# Hoplolatilus luteus
Hoplolatilus luteus är en fiskart som beskrevs av Allen och Kuiter, 1989. Hoplolatilus luteus ingår i släktet Hoplolatilus och familjen Malacanthidae. Inga underarter finns listade i Catalogue of Life.